# Obsjtina Topolovgrad
Obsjtina Topolovgrad (bulgariska: Община Тополовград) är en kommun i Bulgarien.   Den ligger i regionen Chaskovo, i den centrala delen av landet, 260 km öster om huvudstaden Sofia. Antalet invånare är 11 570. Arean är 711 kvadratkilometer.
Terrängen i Obsjtina Topolovgrad är kuperad söderut, men norrut är den platt.
Obsjtina Topolovgrad delas in i:
- Knjazjevo
- Mramor
- Oresjnik
- Orlov dol
- Radovets
- Sinapovo
- Srem
- Ustrem
- Chljabovo

Följande samhällen finns i Obsjtina Topolovgrad:
- Topolovgrad
- Khlyabovo

I omgivningarna runt Obsjtina Topolovgrad växer i huvudsak blandskog. Runt Obsjtina Topolovgrad är det glesbefolkat, med 20 invånare per kvadratkilometer.